# Вулиця Героїв Майдану (Львів)
Ву́лиця Геро́їв Майда́ну — вулиця у Франківському районі міста Львова, у місцевостях Вулька та Новий Світ (парний бік вулиці). Сполучає вулиці Вітовського та Стрийську. Вулиця починається від шестипроміневого перехрестя вулиць Коперника, Вітовського, Лукіяновича, Сахарова та Нечуя-Левицького, а також утворює перехрестя з вулицями Комаринця та Бой-Желенського. Прилучаються вулиці Глінки, Карпинця, Похила.

## Історія
У 1880-х роках на місці сучасної вулиці Героїв Майдану існувала дорога, що пролягала від першої львівської електростанції та трамвайного депо, розташованих на перехресті вулиць Пелчинської (сучасна вулиця Вітовського), Вулецької (сучасна вулиця Академіка Сахарова) та Коперника, на схід, вздовж Пелчинського ставу по території Пелчинського парку, а потім повертала на південь, піднімалася серпантином угору та завершувалася поблизу Стрийського цвинтаря, що розташовувався у верхній частині сучасного парку культури та відпочинку імені Богдана Хмельницького. Не пізніше 1895 року ця дорога отримала офіційну назву Паркова вулиця.
У 1899 році на Помірках, наприкінці вулиці Паркової збудували комплекс Кадетської школи (сучасна Національна академія сухопутних військ імені гетьмана Петра Сагайдачного). Приблизно в ті ж роки трасу вулиці змінили, спрямивши у початковій її частині, а саму вулицю не пізніше 1901 року перейменували на Кадетську. Тоді ж почалася забудова вулиці віллами, пізніше — прибутковими будинками.
У листопаді 1918 року вулиця Кадетська разом із сусідніми вулицями стала ареною запеклих боїв за будівлю кадетської школи між поляками та українцями під час польсько-української війни 1918—1919 років.
У 1930-х роках у Львові проводилися міжнародні автоперегони «Ґран-прі Львова», траса перегонів проходила, зокрема, через вулицю Кадетську, на якій, як і на інших вулицях, де пролягала траса, перед змаганнями переклали бруківку.
У 1938 році нижню частину Кадетської виокремили у вулицю Пеовяків, названу на честь польської воєнізованої організації (POW), яка брала участь в польсько-українській війні (1918—1919). У подальші роки вулиця пережила низку перейменувань: із встановленням у Львові радянської влади вулицю у 1940 (або 1941) році перейменували на вулицю Тельмана, на честь німецького комуніста Ернста Тельмана, із приходом у Львів нацистів вулиця у серпні 1941 року знову стала Кадетською. За деякий час вулицю перейменували на Бескидську — Бескіденштрассе (Beskidenstrasse), на честь Бескидів — гірського масиву у Східних Карпатах, із встановленням у Львові радянського режиму в липні 1944 року повернули стару назву Кадетська, а в грудні того ж року вулиця отримала нову назву Гвардійська.
З 10 квітня 2014 року вулиця має назву Героїв Майдану, на честь героїв Небесної Сотні, які загинули на часі Революції Гідності у листопаді 2013 — лютому 2014 років.

### Назва
- 1895—1901 — Паркова[9];
- 1901—1938 — Кадетська[9];
- 1938 — січень 1941 — Пеовяків;
- січень — липень 1941 — Тельмана;
- липень 1941 — 1944 — Бескіденштрассе;
- липень 1944 — грудень 1944 — Кадетська;
- грудень 1944 — квітень 2014 — Гвардійська;
- з 10 квітня 2014 року — Героїв Майдану.

## Забудова
Забудова вулиці Героїв Майдану розпочалася на початку 1900-х років з парного боку вулиці, яка забудовувалася спочатку віллами, пізніше — багатоповерховими кам'яницями. Непарний бік вулиці, внаслідок особливостей рельєфу місцевості, тривалий час лишався незабудованим, на початку 1930-х років був намір влаштувати тут новий міський парк, але у 1930-х роках тут звели ряд житлових будинків у тогочасному стилі функціоналізму.
В архітектурному ансамблі вулиці Героїв Майдану переважають архітектурні стилі — конструктивізм, функціоналізм, віденська сецесія, неороманський стиль, будинок № 29-а зведений у 1957 році в стилі сталінського ампіру. Більшість будинків внесено до Реєстру пам'яток архітектури місцевого значення.
№ 4 — кам'яниця, збудована у 1905—1906 роках для Генрика Осуховського за проєктом архітектора Кароля Скавінського, у стилі мальовничого історизму («пітореску») з використанням елементів венеційської неоготики. У 1911 році власниками будинку були барон Альберт Брюкманн з дружиною Евеліною. У 1920-х роках в будинку діяло видавництво «Нове життя», яке видало книгу Дмитра Донцова «Націоналізм». У міжвоєнний період фасади будинку, а також сходові клітки, були сильно понищені; власницями будинку тоді були Евеліна та Станіслава Брюкманн. У 1950-х роках у будинку містився ремонт взуття. Нині будинок є житловим, а у частині приміщень цоколя нині діє паб-ресторан «Чорний кіт».
№ 5ц — триповерховий чиншовий будинок розташований на розі вулиць Героїв Майдану та Глінки, збудований у 1938 році за проєктом архітектора Якуба Менкера у стилі конструктивізму. Будинок внесений до Реєстру пам'яток архітектури місцевого значення під охоронним № 2087-м.
№ 6. «Кам'яниця під совами» — триповерховий прибутковий будинок архітектора Іполіта Слівінського, збудований у 1901—1902 роках за його власним проєктом. Виконаний у стилі модернізованої неоготики, з багатим скульптурним оздобленням, автором якого був відомий польський скульптор Антоній Попель. Будинок внесений до Реєстру пам'яток архітектури місцевого значення під охоронним № 891-м. У цьому будинку у 1910—1939 роках містилася майстерня скульптора і живописця Романа Шведзіцького. 1935 року на фасаді будинку встановлена меморіальна таблиця, яка сповіщає, що тут у 1908—1914 роках зі своїм штабом перебував Юзеф Пілсудський. 1944 року у цьому будинку розташовувався штаб польської Армії Крайової, основним завданням якого було відновлення польської адміністрації у Львові після відступу німецьких військ.
№ 8 — колишній прибутковий будинок архітектора Збіґнєва Левинського, збудований у 1906—1907 роках за його власним проєктом, у стилі раціонального модерну з елементами неокласицизму.
№ 8а — двоповерхова вілла, зведена у 1920-х роках у дворковому стилі. Від радянських часів у будівлі містився відомчий дитячий садок КДБ—СБУ, нині — ЗДО № 135 (дитячий садок святого Миколая) Львівської Митрополії УГКЦ.
№ 7, 9, 11, 13, 15 — житлові будинки у стилі пізнього модерну, збудовані за проєктом архітектора Петра Тарнавецького у 1928—1931 роках. В останньому з них Тарнавецький мешкав з родиною у 1931—1939 роках. Будинки № 7, 9, 15 внесені до Реєстру пам'яток архітектури місцевого значення під охоронними № 2089-м, № 2091-м та № 2094-м відповідно.
№ 10, 14, 16 — прибуткові будинки, зведені у 1910-х роках у стилі раціональної постсецесії. У будинку № 10 за радянських часів був магазин «Продукти», у 2000-х роках — крамниці мережі «Еколан»: «Продукти, хліб» і «Жива риба», а також кафе-бар «Астероїд».
№ 17 — будинок збудований у 1909 році у стилі раціональної постсецесії за проєктом архітектора Тадеуша Мостовського. Тут до початку Другої світової війни містилася контора архітектора Кароля Майснера, за радянських часів — опорний пункт правопорядку.
№ 18 — п'ятиповерховий житловий будинок збудований у 1937—1939 роках за проєктом архітектор Зигмунта Шпербера в стилі львівського функціоналізму. В цьому будинку у 1944—1949 роках мешкав письменник Ярослав Галан, про що сповіщає меморіальна таблиця, встановлена на фасаді будинку у 1952 році, тут його і вбили 24 жовтня 1949 року. За радянських часів у квартирі Галана функціонував літературно-меморіальний музей Галана, який у 1992 році реорганізували в музей «Літературний Львів першої половини XX століття».
№ 28 — чотириповерховий житловий будинок, зведений у 1911—1912 роках проєктно-будівельним бюро Івана Левинського за проєктом Юзефа Пйонтковського у стилі раціонального модерну. Будинок внесений до Реєстру пам'яток архітектури місцевого значення під охоронним № 2095-м.
№ 28а — шестиповерховий житловий будинок, споруджений 1957 року за проєктом архітектора Людмили Нівіної у стилі сталінського ампіру. Сміливий проєкт 1953 року із ризалітом, що сильно виступає відносно основного об'єму, при реалізації значно спростили, внаслідок початку так званої «боротьби з надмірностями».
№ 30 — чотириповерховий будинок 1930-х років у стилі функціоналізму. У 1940-х—1950-х роках тут містилася початкова школа № 50 міського відділу народної освіти міста Львова. Будинок внесений до Реєстру пам'яток архітектури місцевого значення під охоронним № 2096-м.
№ 32 — Національна академія сухопутних військ імені гетьмана Петра Сагайдачного. З 1 жовтня 1899 року до Першої світової війни тут була австро-угорська Імператорська і Королівська школа кадетів піхоти; з березня 1921 до вересня 1939 року — польський Корпус кадетів № 1, а з 1947 року — Львівське військово-політичне училище (з 1962 року — Вище військово-політичне училище Радянської Армії та Військово-морського флоту), з 1967 року Львівське вище військово-політичне училище ордена Червоної Зірки (1975) та ордена Червоної Зірки ЧССР (1978).

Світлини вуличної забудови
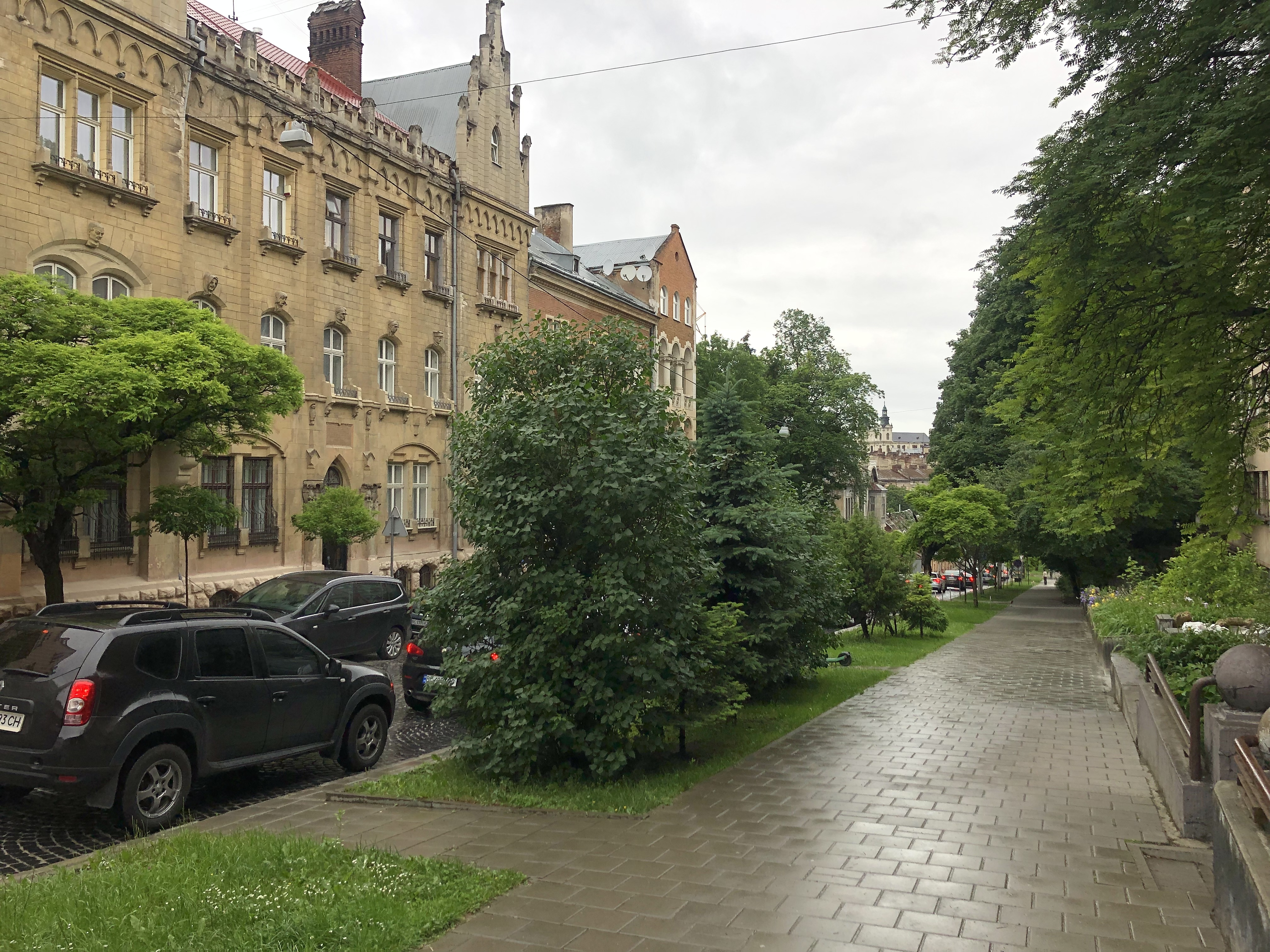
Колишня кам'яниця Осуховського (вул. Героїв Майдану, 4) та кам'яниця «Під совами» (вул. Героїв Майдану, 6)

## Пам'ятники
У горішній частині вулиці при перетині з вулицею Стрийською, на місці розорених могил старого Стрийського цвинтаря, стоїть монумент переможцям над нацизмом. 2019 року стелу з зображеннями орденів, через її аварійність, було демонтовано. Наприкінці 1950-х років на цьому місці збудований один з парадних входів до парку культури та відпочинку імені Богдана Хмельницького, що був прикрашений колонадами корінфського ордеру (автор — архітектор Г. Швецький-Вінецький), поруч з яким у 1960-х роках знаходився піонерський табір. Згодом вхідна арка зруйнована, піонерський табір ліквідовано і на цьому місці споруджений монумент переможцям над нацизмом.

### Вшанування пам'яті Небесної сотні
10 квітня 2014 року сесія Львівської міської ради ухвалила рішення про перейменування вулиці Гвардійської на вулицю Героїв Майдану. У 2016 році активісти ГО «Граніт» спільно з художниками зініціювали створення артоб'єкту з метою вшанування пам'яті одного з активістів, львів'янина Богдана Сольчаника, який загинув на Майдані від кулі снайпера 20 лютого 2014 року. На стіні трамвайного депо вздовж вулиці зобразили портрет героя Небесної сотні, а також кілька його віршів.
Попри погодження ініціативи з міською владою, напередодні Великодня стінопис зафарбували комунальні служби, мотивуючи це вказівкою Франківської райадміністрації облагородити фасади будівель до свят. Після інциденту голова адміністрації Тарас Гнида пообіцяв виділити кошти на відновлення об'єкту, створеного за рахунок активістів, проте цього так і не сталось.
Невдовзі митці відреставрували портрет Сольчаника та його вірші. Проте у 2017 році ситуація знову повторилася — комунальники зафарбували металеві стулки депо, на яких були розміщені графіті.

## Відомі мешканці
- буд. № 6 — Борис Буряк, художник, і Ніна Буряк, графік, мешкали тут у 1990-х роках у кв. 1[43].
- буд. № 10 — Неллі Федчук, художниця декоративно-ужиткового мистецтва, мешкала тут у 1990-х роках у кв. 6-а[44].
- буд. № 14 — Гуґо Штейнгауз, відомий польський математик, співзасновник Львівської математичної школи, професор Львівського університету. Штейнгауз у міжвоєнний період був власником будинку, де мешкав на другому поверсі, а інші квартири здавав орендарям. Одну з кімнат в його квартирі розписав польський художник Леон Хвістек, що був одружений з його сестрою Ольгою Маріїєю Штейнгауз[45].
- буд. № 15 — Петро Тарнавецький, львівський архітектор, мешкав тут у 1931—1939 роках.
- буд. № 17 — Северин Юзеф Кшеменевський, польський ботанік, фізіолог рослин, професор та завідувач кафедри анатомії та фізіології рослин, ректор Львівського університету[46], мешкав тут до 1944 року. У 1910-х роках тут мешкав Кароль Мейсснер, львівський будівничий[47].
- буд. № 18 — Ярослав Галан, радянський письменник, мешкав тут у 1944—1949 роках; Володимир Овчинников, графік, мешкав тут у 1990-х роках у кв. 8 [48].

## Транспорт
Наприкінці 1910-х років при проєктуванні будівництва трамвайних колій у Львові, зокрема, трамвайної лінії на Високий замок, керівник Львівського трамвая Юзеф Томицький запропонував замість трамвайної збудувати лінію «безрейкового електричного омнібусу», тобто тролейбусу. Окрім цієї лінії, пропонувалося також спорудити ще дві тролейбусних лінії, одна з яких мала проходити вулицею Кадетською до верхньої частини Стрийського парку. Втім, ці плани так і лишилися нереалізованими.
Станом на березень 2021 року маршрути громадського транспорту вулицею Героїв Майдану відсутні.